# Polyleberis mackenziei
Polyleberis mackenziei är en kräftdjursart som beskrevs av Louis S. Kornicker 1974. Polyleberis mackenziei ingår i släktet Polyleberis och familjen Cylindroleberididae. Inga underarter finns listade i Catalogue of Life.